# Schwester Selma
Pour les articles homonymes, voir Mayer.
Selma Mayer ou ( Selma Mair connue comme (de)Schwester Selma ou (de)Sœur Selma), née le 3 février 1884 à Hanovre en Allemagne et morte le 5 février 1984 à Jérusalem, est une infirmière israélienne, d'origine allemande, infirmière en chef du Centre médical Shaare Zedek de Jérusalem pendant près de 50 ans. Elle fonde l'école d'infirmières de Shaare Zedek en 1934. Célibataire, sa vie est dédiée à l'hôpital et aux patients, habitant sur les lieux, jusqu'à la fin de sa vie de centenaire. Son nom est donné à une rue de Jérusalem.

## Biographie
Selma Mayer est née le 3 février 1884 à Hanovre en Allemagne,. Elle fait partie d'une fratrie de 5 enfants.
Elle a 5 ans, sa mère meurt en accouchant, ce qui influence son choix de s'orienter vers une carrière médicale.

### Études
En 1913, pour la première fois, des infirmières juives se présentent à l'examen d'état pour devenir infirmières. Schwester Selma et une collègue sont les premières infirmières juives à recevoir le diplome d'état en Allemagne.

### Hôpital Salomon Heine de Hambourg
De 1906 à 1916, Shwester Selma est infimière à l'Hôpital Salomon Heine de Hambourg. L'hôpital porte le nom de Salomon Heine, un oncle de Heinrich Heine, qui compose un poème sur cet hôpital.

### La visite du docteur Moshe Wallach
Le docteur Moshe Wallach, le fondateur en 1902 du Centre médical Shaare Zedek de Jérusalem, est à la recherche d'une infirmière en chef pour son hôpital. Originaire d'Allemagne, c'est dans son pays natal qu'il va prospecter. Il visite différents hôpitaux, dont l'hôpital Salomon Heine. L'infirmière en chef pense que Schwester Selma est une bonne candidate pour aller s'installer en Palestine. Schwester Selma accepte et en décembre 1916 arrive à Jérusalem.

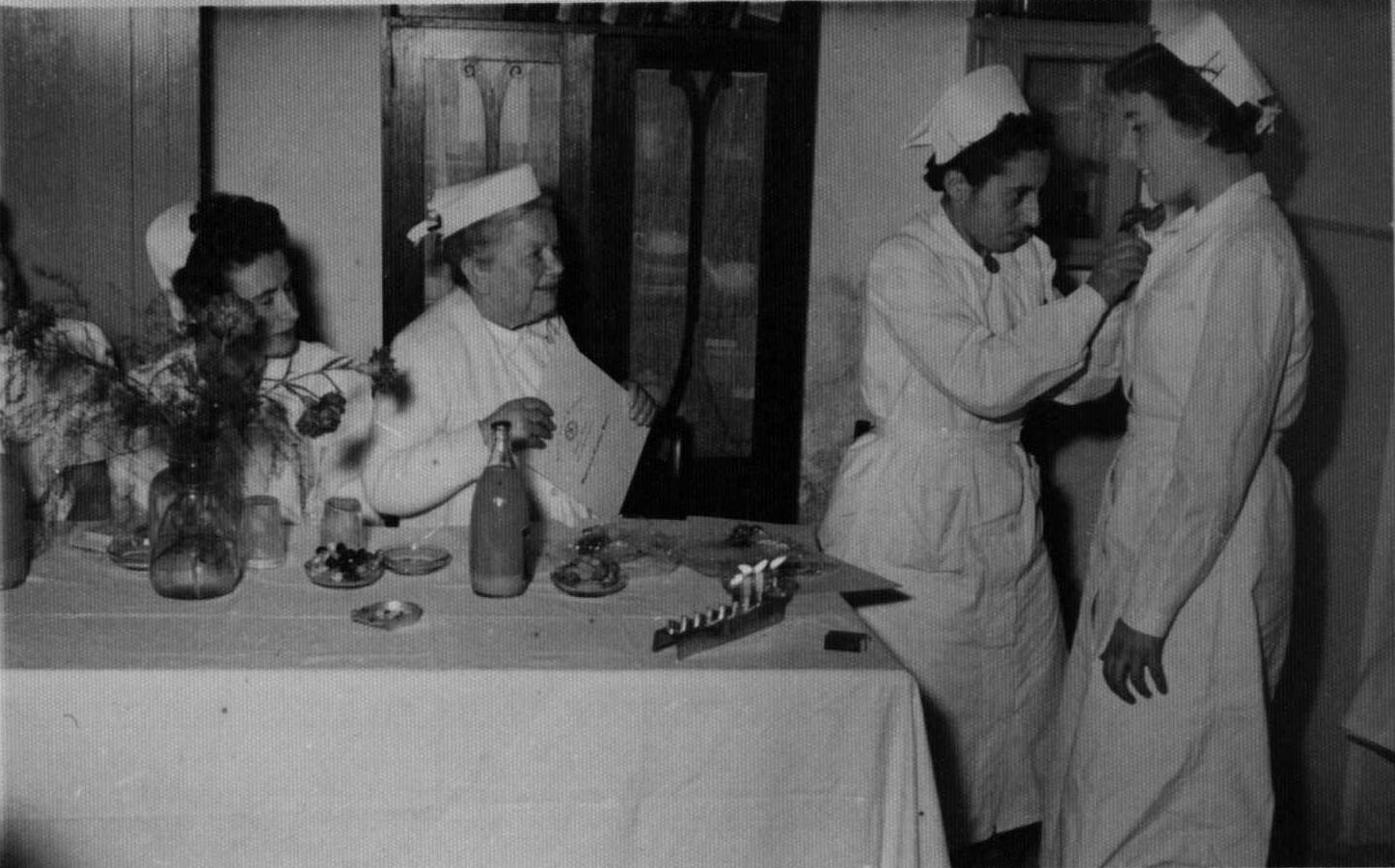
Une diplômée de l'école d'infirmières reçoit une épinglette d'infirmière en présence de Schwester Selma (deuxième à partir de la gauche), circa 1954.

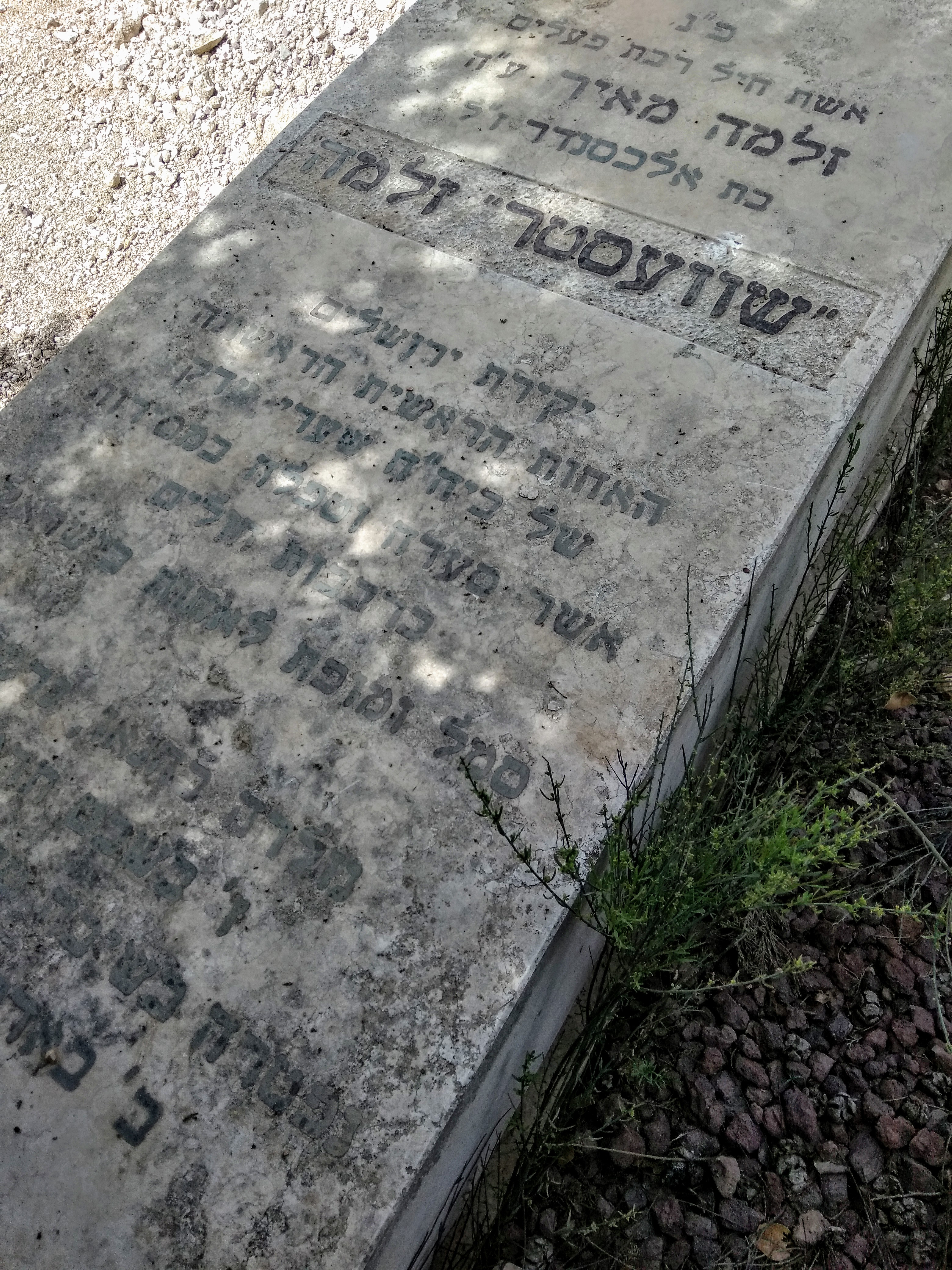
Tombe de Schwester Selma, cimetière du Mont des Répits, Jerusalem

### Shaare Zedek
À son arrivée à Shaare Zedek, Schwester Selma constate une "situation plutôt désordonnée". Le premier mois, en faisant le tour des lits avec le docteur Moshe Wallach le jour et la nuit, elle prend des notes sur ce qui doit être corrigé. Elle introduit le système allemand, y compris comment faire un lit d'hôpital.
Des épidémies surviennent presque immédiatement. Shaare Tzedek est alors le seul hôpital de la nouvelle ville de Jérusalem. Le vieil hôpital Bikur Cholim a commençé à être construit dans la nouvelle ville, mais les travaux doivent cesser à cause de la guerre. Les malades atteints de typhoïde, typhus, méningite sont hospitalisés à Shaare Tzedek. À l'origine des milliers de cas de typhoïde, les problèmes d'hygyène, peu d'eau potable, la famine. Les épidémies durent pendant un an.
Il faut attendre 1918, pour observer des améliorations.
Schwester Selma est infirmière en chef, infirmière de salle d'opération, mais aussi sage-femme, si nécessaire.

### Superviseur
L'hôpital Shaare Zedek est de fait sous la supervision du docteur Moshe Wallach et de Schwester Selma. Rien n'échappe à Schwester Selma. Elle s'occupe aussi bien de la formation des infirmières que de la Cacherout dans la cuisine. Petite de taille (1m52), elle travaille 18 heures par jour. Vivant à l'hôpital, elle peut tout superviser.

### L'école d'infirmières
En 1934, Schwester Selma fonde l'école d'infirmières, malgré l'opposition au début du docteur Moshe Wallach, qui pensait que l'enseignement ne serait pas pratique,,.

### Vie privée
Schwester Selma reste célibataire. Elle vit dans une petite pièce de l'hôpital. Elle adopte trois filles abandonnées à l'hôpital. Une, Bolissa, meurt victime d'une bombe dans la rue Ben Yehuda le 22 février 1948. Une seconde devient infirmière. Une troisième devient une technicienne dentaire.

### Time Magazine
Dans l'édition du 29 décembre 1975, le magazine Time présente Mère Teresa, en incluant d'autres figures de saints, dont Schwester Selma, vénérée comme une sorte d'ange, certainement comme un Tsadik.

## Honneurs

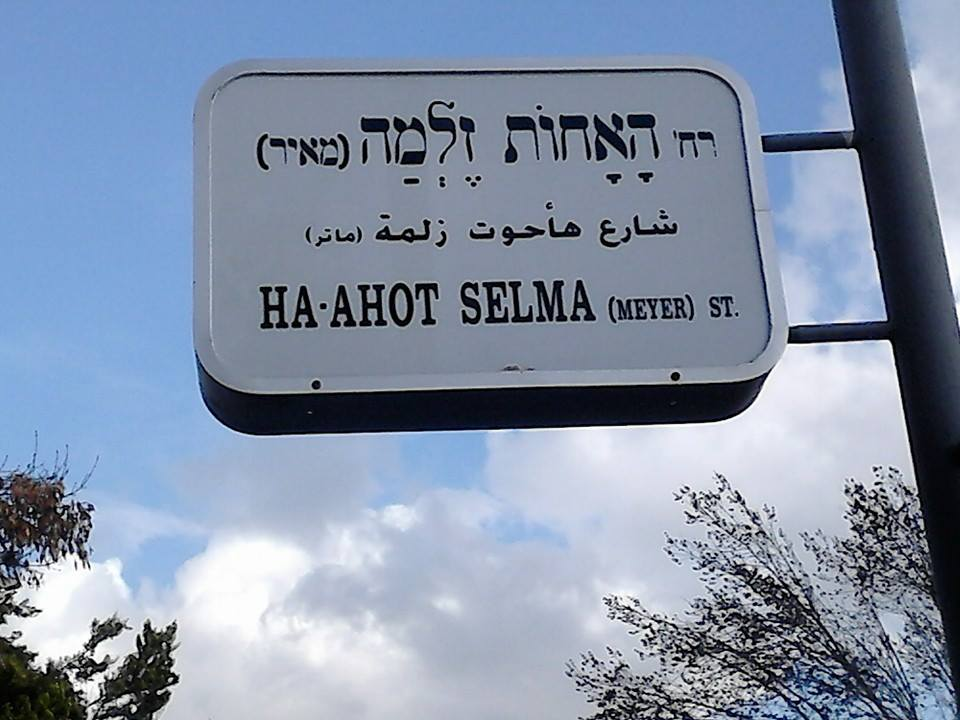
Rue Schwester Selma à Jérusalem

- Rue Schwester Selma à Jérusalem.

- Prix Yakir Yeroushalayim